# Landgericht Ostrowo
Das Landgericht Ostrowo war ein preußisches Gericht der ordentlichen Gerichtsbarkeit im Bezirk des Oberlandesgerichtes Posen mit Sitz in Ostrowo.

## Geschichte
Das königlich preußische Landgericht Ostrowo wurde mit Wirkung zum 1. Oktober 1879 als eines von sieben Landgerichten im Bezirk des Oberlandesgerichtes Posen gebildet. Aufgelöst wurde das bisherige Appellationsgericht Posen. Der Sitz des Gerichtes war Ostrowo. Das Landgericht war danach für die Kreise Adelnau, Krotoschin, Pleschen und Schildberg zuständig. Ihm waren zunächst folgende acht Amtsgerichte zugeordnet:
| Amtsgericht            | Sitz       | Bezirk |
| ---------------------- | ---------- | --- |
| Amtsgericht Adelnau    | Adelnau    | aus dem Kreis Adelnau die Stadtbezirke Adelnau und Sulmirschütz, der Polizeidistrikt Adelnau und aus dem Polizeidistrikt Ludwikow die Gemeindebezirke Dembnica, Klein-Gorzyce, Ludwikow (I Kaly), Riynek, Rabyszyce, Groß-Tarchaly und Klein-Tarchaly                                                                                  |
| Amtsgericht Jarotschin | Jarotschin | aus dem Kreis Pleschen die Stadtbezirke Jarotschin und Neustadt an der Warthe und die Polizeidistrikte Jarotschin, Kotlin und Neustadt an der Warthe |
| Amtsgericht Kempen     | Kempen     | der Kreis Schildberg ohne die Teile, die dem Amtsgericht Schildberg zugeordnet sind |
| Amtsgericht Koschmin   | Koschmin   | aus dem Kreis Krotoschin die Stadtbezirke Dobrzyca und Koschmin, der Polizeidistrikt Koschmin ohne die Gemeindebezirke Budy, Koryta, Deutsch-Koschmin Hauland und des Gutsbezirks Trzebow, der Gemeindebezirk Galonski aus dem Polizeidistrikt Borek und den Gemeindebezirken Grembowo, Neudorf, Trzemeszno und der Gutsbezirk Neudorf |
| Amtsgericht Krotoschin | Krotoschin | der Kreis Krotoschin ohne die Teile, die dem Amtsgericht Koschmin zugeordnet waren |
| Amtsgericht Ostrowo    | Ostrowo    | der Kreis Adelnau ohne die Teile, die dem Amtsgericht Adelnau zugeordnet waren |
| Amtsgericht Pleschen   | Pleschen   | der Kreis Pleschen ohne die Teile, die dem Amtsgericht Jarotschin zugeordnet waren |
| Amtsgericht Schildberg | Schildberg | aus dem Kreis Schildberg die Stadtbezirke Grabow, Migstadt und Schildberg, die Polizeidistrikte Grabow und Migstadt und die Gemeindebezirke Bierzow, Borek mit Schildberg, Rojów und Sflarka-Wyslniowska und die Gutsbezirke Rojow und Sflarka aus dem Polizeidistrikt Kobylagora                                                      |

Der  Landgerichtsbezirk hatte 1880 zusammen 253.539 Einwohner. Am Gericht waren ein Präsident, zwei Direktoren und neun Richter tätig. Der Landgerichtsbezirk kam aufgrund des Versailler Vertrages 1919 zu Polen und das Landgericht Ostrowo wurde aufgelöst. An seine Stelle trat das polnische Sąd Okręgowy w Ostrowie Poznańskim. Im Jahre 1939 wurde Polen deutsch besetzt. Im Rahmen der Neuorganisation der Gerichte in Ostdeutschland und im ehemaligen Polen wurden das Landgericht Ostrowo neu gebildet und erneut dem Oberlandesgericht Posen zugeordnet. Zu seinem Sprengel gehörten nun die Amtsgerichte Adelnau, Brzeznica, Kempen, Ostrowo, Schildberg, Wielun und Wieruszow.
Im Jahre 1945 wurde der Landgerichtsbezirk unter polnische Verwaltung gestellt, und die deutschen Einwohner wurden vertrieben. Damit endete auch die Geschichte des Landgerichtes Ostrowo und seiner Amtsgerichte.